# Doc (film)
Doc è un film del 1971 diretto da Frank Perry e con protagonisti Stacy Keach, Faye Dunaway e Harris Yulin. Il film tratta della sparatoria all'O.K. Corral e si sofferma su uno dei suoi protagonisti, Doc Holliday.

## Riconoscimenti
Nel 1972 lo sceneggiatore Pete Hamill ha vinto un Western Writers of America Spur Award nella categoria miglior sceneggiatura per la sceneggiatura del film.